# QML
QML (Qt Meta Language или Qt Modeling Language) — декларативный язык программирования, в основании которого лежит среда JavaScript. QML используется для разработки приложений, делающих основной упор на пользовательский интерфейс и, в целом, на дизайн графической части. Является частью Qt Quick, среды разработки пользовательского интерфейса, распространяемой вместе с Qt. Часто используется для создания приложений, ориентированных на мобильные устройства с сенсорным управлением.
QML-документ представляет собой дерево элементов. QML элемент, также как и элемент Qt, представляет собой совокупность блоков: графических (таких, как rectangle, image) и поведенческих (таких, как state, transition, animation). Эти элементы могут быть объединены, чтобы построить комплексные компоненты, начиная от простых кнопок и ползунков и заканчивая полноценными приложениями, работающими с интернетом.
QML элементы могут быть дополнены стандартными для JavaScript вставками путём встраивания .js файлов. Также они могут быть расширены C++ компонентами через Qt framework.
QML - это язык разметки; его средой выполнения JavaScript являлся пользовательский движок V4.
Код QML и JavaScript может быть скомпилирован в собственные двоичные файлы C++ с помощью Qt Quick Compiler. Для удобства разработки существует формат файла кэша QML который динамически сохраняет скомпилированную версию QML для более быстрого старта при следующем запуске.

## Синтаксис, семантика
Пример:
```
import
 
QtQuick
 
1.0

 
Rectangle
 
{

     
id
:
 
canvas

     
width
:
 
200

     
height
:
 
200

     
color
:
 
"blue"

     
Image
 
{

         
id
:
 
logo

         
source
:
 
"pics/logo.png"

         
x
:
 
canvas
.
height
 
/
 
5

     
}

     
Text
 
{

         
id
:
 
message

         
color
:
 
"white"

         
text
:
 
"Hello World!"

         
anchors
.
centerIn
:
 
parent

     
}

 
}

```

Объекты задаются их типом, указанным перед парой фигурных скобок. Типы объектов всегда начинаются с заглавной буквы. В вышеупомянутом примере есть два объекта: Image и Text. Внутри фигурных скобок можно задать информацию об объекте, например, его свойства. Свойства задаются в виде <свойство>: <значение>. В этом примере у объекта Image есть свойство source, которому присвоено значение «pics/logo.png». Свойство и его значение разделяются двоеточием.
В отличие от присвоения значений в традиционных языках в QML символ двоеточия связывает свойства и его значение. Так в примере свойство «x» связывается со значением, получаемым при вычислении формулы «canvas.height / 5», и при любом изменении высоты (height) объекта Rectangle горизонтальная позиция (x) вставленной картинки Image будет автоматически изменяться на пятую часть высоты Rectangle.

## Инструменты разработки
Так как QML и JavaScript очень похожи, то любые среды разработки, поддерживающие JavaScript, могут быть использованы для работы с QML. Также полная поддержка подсветки синтаксиса, автозавершение кода, встроенная справочная система, отладчик доступны в кросс-платформенной среде разработки Qt Creator IDE (с версии 2.1 и выше).